# 岩州 (辽朝)
岩州，辽朝时设置的州。治今辽宁省兴城市菊花岛。
辽圣宗时置岩州，军号保肃，治所在兴城县。岩州保肃军是下州，刺史州。本是汉朝海阳县之地。辽太祖平渤海国，迁移汉户杂居兴州之境，辽圣宗在此地建城。隶弘义宫，来属。统辖一县：兴城县。金朝废除岩州。改属锦州。